# Veståskapellet
Veståskapellet är en kyrkobyggnad som ligger på gränsen mellan landskapen Valdres och Hallingdal i Sør-Aurdals kommun i Innlandet fylke i Norge.

## Kyrkobyggnaden
Kapellet uppfördes av byggmästare Edvard Bergli efter ritningar av arkitekt Harald Hille. Invigningen ägde rum den 11 augusti 1968.
Kyrkan är orienterad i nordsydlig riktning med koret i söder. På varsin sida om kyrkorummet finns utbyggnader med ingångar och biutrymmen. I kyrkorummet ryms 80 personer.

## Inventarier
- Istället för altartavla finns ett altarkors av mässing.
- Vid sidan av altaret hänger en bildväv utförd av Astrid Hjelle år 1979.
- Predikstolen är av laminerat trä.
- Orgeln är ett harmonium byggt av Norsk Orgel-Harminiumfabrikk.